# Яднсида
Яднсида (исл. Járnsíða; исландское произношение: [ˈjau(r)tn̥ˌsiːða]) — сборник правовых норм Исландии XIII века, которые после перехода острова под власть норвежской короны составил для исландцев король Магнус VI Законодатель.
Законы Яднсиды были введены в действие в 1271–1273 годах, при этом вначале вступил в действие только один из разделов кодекса, Þingfararbálkur и две главы из Erfðabálkur. Все остальные разделы кодекса полностью вступили в силу только три года спустя. Среди прочего, Яднсида формально передала все законодательные полномочия в руки короля Норвегии, отменил власть годи и реформировал Альтинг.
Основные правовые нормы Яднсиды были напрямую заимствованы из норвежского законодательства, поэтому самими исландцами эти законы были сочтены неподходящим для их обстоятельств. Поэтому, хотя формально законы Ярднсиды отменяли все правовые нормы предыдущего кодекса законов Граугаус, но фактически многие законы Граугауса продолжали действовать до 1281 года, когда вступили в действие законы книги Йоунсбоук, которые были гораздо лучше приспособлены к исландским условиям и действовали вплоть о XVIII века.
Оригинальная рукопись Яднсиды в настоящее время утеряна, большая часть её текстов сохранилась в одной из двух основных рукописей книги Граугаус — Стадархоульсбоук (AM 334 fol.), которая хранится в Институте исландских исследований имени Арни Магнуссона. Именно на тексте Стадархоульсбоук основано издание Ядсиды 1847 года.